# Рено (река)
Ре́но (итал. Reno, /ˈrɛ(ː)no/, на диалекте Болоньи — Raggn [Раннь] или Ränn [Рэнн]) — река в Северной Италии.
Истоки реки находятся в горах Тосканы (провинция Пистойя), но большую часть Рено протекает по региону Эмилия-Романья по Паданской равнине, после чего впадает в Адриатическое море. Длина реки — 212 км, это десятая по протяжённости река в Италии.
Бассейн реки — 5040 км², крупнейший из рек, берущих начало в Апеннинах и впадающих в Адриатику. На реке сильные паводки весной и осенью. До 1797 года была притоком По, но из-за наводнений русло было изменено. В низовьях часть реки канализирована, развито судоходство. Крупнейший город в долине реки — Болонья. Главный приток — Сантерно.
Название реки имеет кельтское происхождение и ту же этимологию, что и Рейн, и обозначает «течение воды». Река упоминается в «Божественной комедии» («Ад»). В октябре 43 года до н. э. на одном из островков Рено, близ Болоньи, был заключён 2-й триумвират.